# Vagas Ferguson
Vasquero Diaz Ferguson (Richmond, 6 marzo 1957) è un ex giocatore di football americano statunitense che ha militato nel ruolo di running back nella National Football League (NFL).

## Carriera
Al college Ferguson giocò a football a Notre Dame, vincendo il campionato NCAA, venendo premiato come All-American e finendo quinto nelle votazioni dell'Heisman Trophy nel 1979. Fu scelto come venticinquesimo assoluto nel Draft NFL 1980 dai New England Patriots. La sua miglior stagione da professionista fu la prima, in cui disputò tutte le 16 partite come titolare, correndo 818 yard e 2 touchdown. L'anno seguente perse il posto di titolare, senza recuperarlo più. Chiuse la carriera giocando nel 1983 con i Cleveland Browns e nel 1984 con gli Houston Oilers.